# 4e brigade expéditionnaire des Marines
4th Marine Expeditionary Brigade
La 4e Marine Expeditionary Brigade (4 MEB) était une unité de la taille d'une brigade du Corps des Marines des États-Unis conçue spécifiquement pour être une unité antiterroriste. La mission de cette unité était d'être une unité rapidement déployable partout où elle était nécessaire dans le monde afin qu'elle puisse lutter contre le terrorisme et dissuader, détecter et défendre contre les groupes terroristes tant au niveau national qu'international. L'unité est devenue opérationnelle le 29 octobre 2001 et a été désactivée en février 2006. 
Une Brigade expéditionnaire des Marines (MEB) est une petite unité de marines qui peut se déployer rapidement en cas de besoin. Toutes les brigades expéditionnaires marines font partie d'une force expéditionnaire marine (MEF). 
La raison pour laquelle un MEB existe est qu'elle est suffisamment grande pour être autonome sans avoir besoin de l'aide des infrastructures locales. Elles sont également assez petites pour être transportées facilement, en particulier dans les péniches de débarquement amphibies. Le 4e MEB a été spécialement formé pour identifier et stopper des menaces terroristes afin que les civils et autres militaires actifs restent en sécurité. Il existe différents types de MEB et seule la 4e Marine Expeditionary Brigade avait cette spécialité. Les MEB sont conçus de manière que, quelle que soit la mission, il existe toujours une force capable de gérer efficacement cette situation spécifique. 

## Histoire

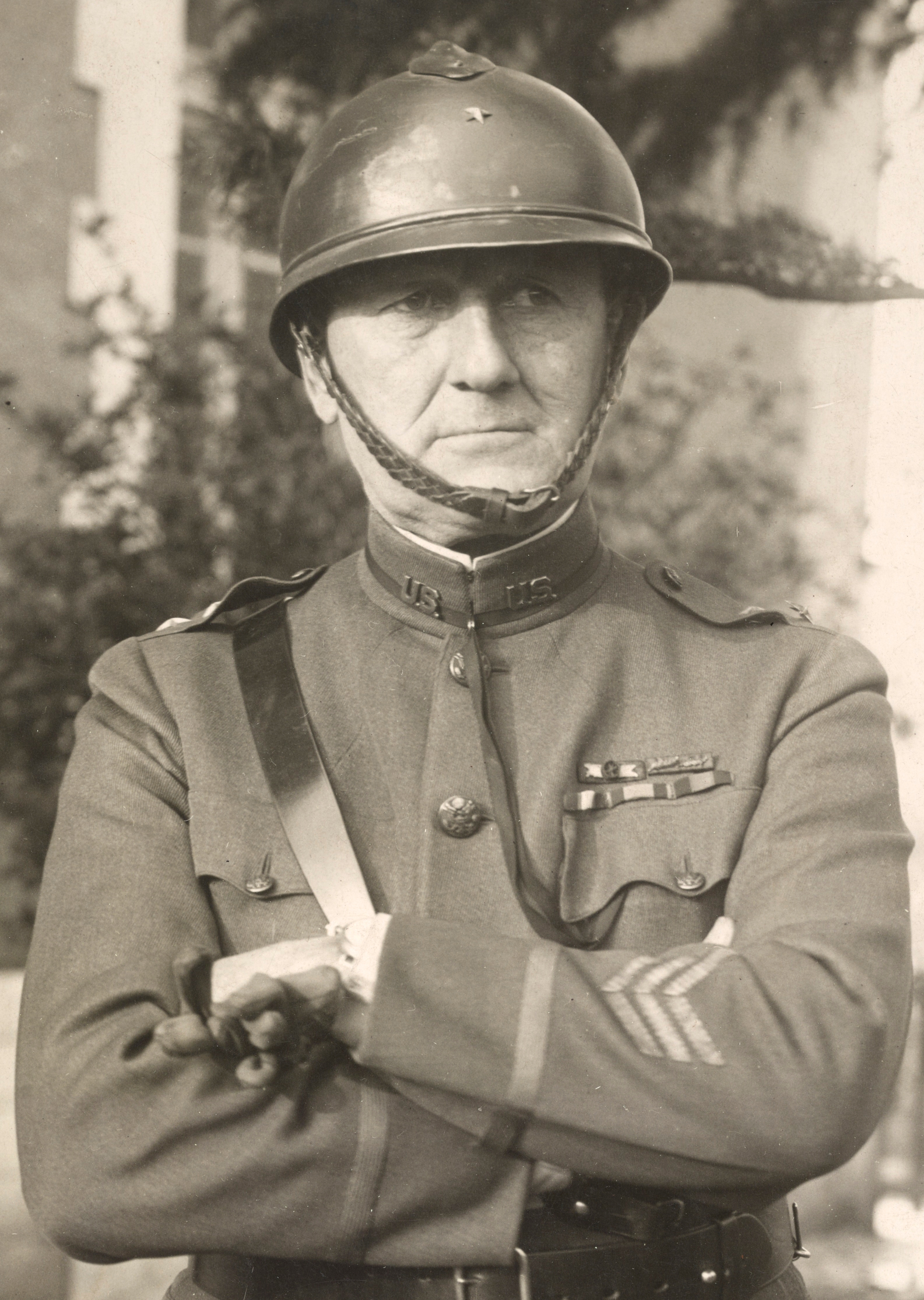
James G. Harbord commandait la 4e Brigade de marine en France en 1918.

La 4e brigade a été formée à l'origine pendant la Première Guerre mondiale en tant que 4e brigade de Marines. Elle a servi en France en tant brigades d'infanterie de la 2e division d'infanterie de l'armée américaine et toutes les unités de combat des marines de la Première Guerre mondiale étaient organisées sous le commandement de la 4e brigade de marines. La 4ème combattit au bois de Belleau, à Soissons et lors de l'offensive de Meuse-Argonne. 
Après la Première Guerre mondiale, la brigade a été démobilisée jusqu'à l'année précédant la guerre du Vietnam en 1964. Elle fut alors re-créée en tant que 4e Brigade amphibie de marine et déployée sur la côte est et les Caraïbes pour des exercices de contre-insurrection. Elle participé à l'intervention en République dominicaine en 1965. Dans les années 1970, la tâche de la 4e MAB fut modifiée pour lutter contre le terrorisme et défendre le flanc nord de l'OTAN contre l'Union soviétique. Elle fut désignée pour renforcer les aérodromes norvégiens et soutenir une campagne navale pour protéger la Norvège. La principale campagne suivante de la 4e Marine Amphibious Brigade fut au Moyen-Orient pour les opérations Bouclier du désert et Tempête du désert dans les années 1990. La mission principale de la 4e MAB fut l'opération Eastern Exit au cours de laquelle la brigade a secouru l'ambassadeur soviétique, l'ambassadeur américain et 300 autres dignitaires de Mogadiscio, en Somalie,. 
Après une période de désactivation, la 4e brigade a été réactivée en tant que 4e brigade expéditionnaire maritime (antiterrorisme) le 29 octobre 2001 lors de cérémonies tenues à Camp Lejeune, en Caroline du Nord,, pour lutter contre le terrorisme national et international. Elle a été de nouveau dissoute en 2006. 

## Organisation

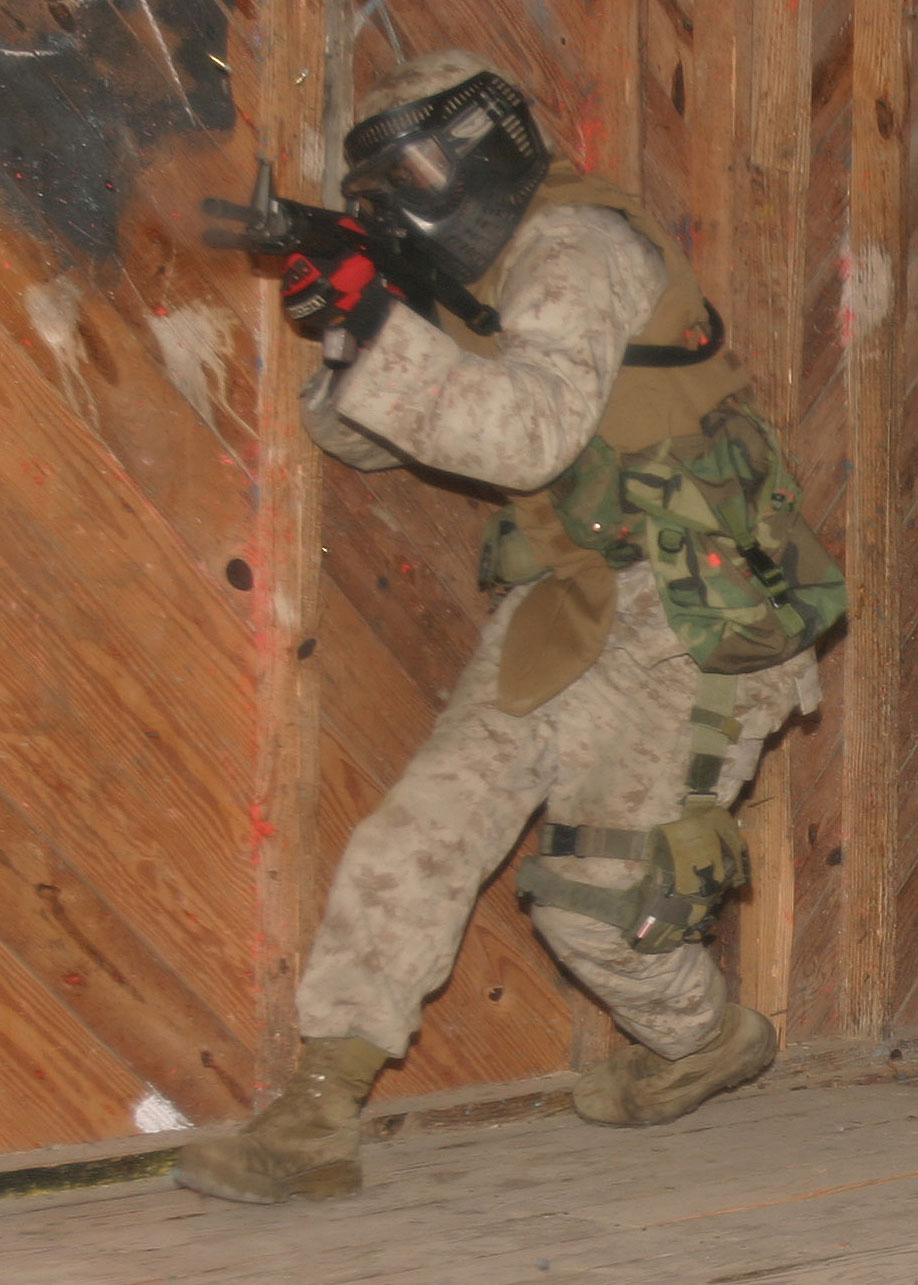
Les techniques de fouille de maison font partie de la formation à Combat Town, Camp Lejeune en 2005.

L'organisation de la 4e MEB lui permettait de travailler de manière indépendante, mais également à partir d'autres unités marines. Cette unité était organisée avec quelques autres unités comme la CBIRF chargée de la protection NRBC. Le fait d'être jumelé à cette unité, comme de travailler en proximité avec d'autres unités comme le bataillon des forces de sécurité lui a permis de renforcer la gamme de ses opérations. Lorsqu'une mission est lancée, la 4e MEB peut être associée avec presque toutes les autres unités des Marines, comme l'aviation et les forces terrestres, afin que la mission ait plus de chances de succès. La façon dont le Marine Corps a structuré ses forces comme les MEB permet d'accroître la puissance opératoinnelle. La catégorie à laquelle appartient la MEB est la force tactiques terrestre et aérienne (MAGTF), ce qui signifie qu'elle opère à la fois dans les airs et au sol. Ce MAGTF est ensuite subdivisé, les Forces expéditionnaires de la marine (MEF) étant la plus grande des trois subdivisions. La plus petite étant la Marine Expeditionary Unit, la Marine Expeditionary brigade est l'unité de taille intermédiaire. Cela fait de la Marine Expeditionary Force une unité d'environ 4 800 Marines et Marins, permettant à la fois l'autonomie et le déploiement en unités plus petites. 
La 4e MEB a suivi une formation approfondie pour sa spécialisation antiterroriste. L'objectif principal de la formation était d'apprendre les tactiques de combat urbain. L'objectif de cette formation est de mieux former les soldats à la sécurité du combat en milieu urbain et d'effectuer des brèches et d'utiliser les tactiques nécessaires à ce milieu. Cette formation a aidé le groupe antiterroriste à mieux éliminer ses cibles, de sorte qu'il y avait moins de menaces terroristes. Ils passent également par les formations communes des Marines. En outre, ils doivent s'entraîner avec d'autres unités avec lesquelles ils sont jumelés, comme la Force de réaction aux incidents chimiques et biologiques. En cas de besoin, ils sont prêts à intervenir en toutes circonstances.

## Récompenses
Le 26 juillet 2002, le 4e MEB est devenu la première unité militaire régulière à recevoir le prix d'honneur supérieur du département d'État pour le travail acharné et le dévouement de ses Marines et marins pendant l'opération Enduring Freedom. Le prix a récompensé la compagnie K, 4e MEB (AT) pour son service exceptionnel alors qu'elle était en poste à l'ambassade américaine à Kaboul, en Afghanistan. 

## Voir également